# باریم آزید
آزید باریم (به انگلیسی: Barium azide) با فرمول شیمیایی BaN۶ یک ترکیب شیمیایی با شناسه پاب‌کم ۶۲۷۲۸ است. که جرم مولی آن 221.37 g/mol می‌باشد. شکل ظاهری این ترکیب، جامد بلوری سفید است.